# 竹下千晶
竹下 千晶（たけした ちあき、1974年10月6日 - ）は、日本の元AV女優。バルドエージェンシー所属。

## 略歴・人物
千葉県出身。2013年2月、アダルトビデオメーカー・マドンナの専属女優としてデビューした熟女系の巨乳AV女優。

## 出演作品

### アダルトDVD
2013年
- 初撮りおばさんドキュメント（2月25日、マドンナ）
- 母子入浴相姦（3月25日、マドンナ）
- セックスNo.1!! ママさんバレー合宿大乱交（4月25日、マドンナ）
- 近親相姦 たかし、スケベなお母さんでごめんね…。（5月25日、マドンナ）
- お母さん、今度は除湿機が壊れたよ。（6月25日、マドンナ）
- 母子げんかの後の気持ちよすぎる近親相姦（8月25日、マドンナ）
- 親戚相姦 叔母さんと僕の汗だく交尾（9月25日、マドンナ）
- 新 熟女童貞狩り（10月31日、センタービレッジ）
- Wノーパン家政婦羞恥（11月7日、マドンナ）
- 彼女の母（11月21日、センタービレッジ）
- Obasanオールスター感謝祭! おばさん海女の男漁りバスツアーSPECIAL!!（12月25日、マドンナ）

2014年
- 私を誘惑しているのか、家庭訪問先のお母さんが少し挑発的なチラリズム。新任教師の私には初体験の事態だが、これは停職覚悟で乗るしかないっ!!（2月28日（レンタル）/4月11日（セル）、LEO）
- 出張！熟女ソープ 竹下千晶をお届けします 〜独身男性に強制中出しさせちゃいました〜（3月20日、センタービレッジ）
- 母子露出旅行 〜禁断の野外羞恥相姦〜（3月25日、マドンナ）
- 僕を誘惑しているのか、隣に引っ越して来た人妻がかなり大胆なセックスアピール。思春期の僕には刺激が強すぎるが、これは大人への階段だと思ってヤルしかないっ!!（3月31日（レンタル）/5月9日（セル）、LEO）
- 友人の母親（4月7日、ヴィーナス）
- 自分のハメ撮りエロ動画が入ったスマホを落としちゃった奥さんに、直接会ってみたら意外にも可愛くて、ヤリたくなった僕は、イケナイこととは分かっているけど脅してハメた。（4月30日（レンタル）/6月13日（セル）、LEO）
- 竹下千晶 GoldenBest 4時間 本邦初公開NGシーン付（7月31日、マドンナ）※総集編